# U 642
U 642 war ein von der Kriegsmarine im Zweiten Weltkrieg eingesetztes U-Boot vom Typ VII C. Während seiner fünf Feindfahrten versenkte es am 8. März 1943 ein Handelsschiff (Leadgate) mit 2125 BRT südöstlich von Kap Farwell, wobei 30 Menschen starben und keiner überlebte, und schoss ein britisches Flugboot ab, wobei drei Menschen zu Tode kamen. Das U-Boot wurde am 10. März 1944 Hafen von Toulon durch einen Luftangriff versenkt. Da sich keine Besatzungsmitglieder an Bord befanden, gab es keine Toten.

## Bau und Ausstattung
U 642 hatte an der Oberfläche eine Wasserverdrängung von 769 t und unter Wasser 871 t. Sie war insgesamt 67,1 m lang, 6,2 m breit, 9,6 m hoch mit einem 50,5 m langen Druckkörper und hatte einen Tiefgang von 4,74 m. Das in der Hamburger Werft Blohm & Voss gebaute U-Boot wurde von zwei Viertakt-Dieselmotoren F46 mit je 6 Zylindern und Ladegebläse der Kieler Germaniawerft mit einer Leistung von 2060 bis 2350 kW, bei Unterwasserbetrieb mit zwei Elektromotoren GU 460/8–27 von AEG mit einer Leistung von 550 kW angetrieben. Es hatte zwei Antriebswellen mit zwei 1,23 m großen Schiffsschrauben. Das Boot war zum Tauchen bis in Tiefen von 230 m geeignet.
Das U-Boot erreichte an der Oberfläche Geschwindigkeiten von bis zu 17,7 Knoten und unter Wasser bis zu 7,6 Knoten. Aufgetaucht konnte das Schiff bei 10 Knoten bis zu 8500 Seemeilen weit fahren, getaucht bei 4 Knoten bis zu 80 Seemeilen. U 642 war mit fünf 53,3-cm-Torpedorohren – vier am Bug und eins am Heck – und vierzehn Torpedos, einer 8,8-cm-Kanone SK C/35 mit 220 Schuss Munition, einer 3,7-cm-FlaK M42 18/36/37/43 und zwei 2-cm-FlaK C/30 ausgestattet.

## Mannschaft
Die Mannschaftsstärke des U-Boots betrug 44 bis 60 Mann. Bei seiner letzten Fahrt waren es 48 Mann.

## Einsätze
Nach seiner Indienststellung wurde U 642 unter dem Kommando des in Hamburg geborenen Kapitänleutnants Herbert Brünning (1915–2005, von der Crew 35) ab 1. Oktober 1942 erprobt und diente bis zum 19. Februar 1943 bei der in Kiel ansässigen 5. U-Flottille in Danzig als Ausbildungsboot.
Am 20. Februar 1943 verließ das nun der 6. U-Flottille zugeteilte U 642 den Kieler Hafen, wurde am 22. Februar 1943 in Kristiansand aufgetankt und lag die folgende Nacht noch im Hafen von Farsund, um von dort am 23. Februar 1943 zu seiner ersten Feindfahrt als Teil der U-Boot-Gruppen „Neuland“, „Ostmark“, „Stürmer“ und „Seewolf“ im Nordatlantik südlich von Island aufzubrechen. Am 31. März 1943 wurde es von U 463 mit Treibstoff versorgt. Das U-Boot versenkte am 8. März 1943 das britische Handelsschiff SS Leadgate mit 2125 BRT südöstlich von Kap Farwell, wobei 30 Menschen starben und keiner überlebte. Am 8. April 1943 lief es in den Hafen von Saint-Nazaire ein.
Am 4. Mai 1943 verließ U 642 den Hafen von Saint-Nazaire zu seiner zweiten Feindfahrt, bei der es als Teil der U-Boot-Gruppen „Oder“, „Mosel“, „Trutz“, „Trutz 1“ und „Geier 3“ im Nordatlantik, Mittelatlantik, südwestlich der Azoren und vor Portugal operierte. Am 16. Mai 1943 wurde es von U 461 mit Treibstoff und Proviant, am 8. Juni 1943 von U 488 mit Treibstoff und Motorenöl versorgt. Am 9. Juli 1943 wurde das U-Boot 250 Seemeilen westlich von Lissabon von einem britischen Flugboot Consolidated PBY Catalina FP155 (210 Squadron RAF/F, Pilot: F/L D.M. Ryan) angegriffen. Die Besatzung von U 642 schoss die Catalina ab, tauchte jedoch ab und bemerkte so ihren Erfolg nicht, aber es trafen auch die Wasserbomben des Flugbootes ihr Ziel nicht. Drei Mann im Flugzeug kamen ums Leben, doch wurden die übrigen sieben von der HMS Swale an Bord genommen und nach Casablanca gebracht. Schiffe konnte das U-Boot auf dieser Feindfahrt nicht versenken. Es kehrte am 17. Juli 1943 nach Saint-Nazaire zurück.
Am 11. September 1943 lief U 642 aus Saint-Nazaire zu seiner dritten Feindfahrt, fuhr aber am 12. September 1943 im Golf von Biskaya auf eine Seemine und musste deshalb bereits am selben Tag nach Saint-Nazaire zurückkehren.
Am 18. Oktober 1943 begann mit dem erneuten Auslaufen aus Saint-Nazaire die vierte Feindfahrt von U 642. Der Befehl lautete, die von den Briten schwer bewachte Straße von Gibraltar zu überwinden und ins Mittelmeer vorzustoßen. Gemeinsam mit vier weiteren U-Booten wurde dieser Durchbruch am 30. Oktober 1943 vorgenommen, doch gelang dies nur U 642 und dem von Kurt Böhme kommandierten U 450, während die übrigen drei U-Boote verloren gingen. Hans Hornkohls U 566 wurde von einem Flugzeug schwer beschädigt und musste an der spanischen Küste bei Vigo selbstversenken. Die Besatzung fuhr am 31. Oktober 1943 mit dem Zug zurück nach Brest. Claus-Peter Carlsens U 732 wurde von britischen Flugzeugen und zwei Zerstörern versenkt, wobei 19 Mann gefangen genommen wurden und die übrigen 31 starben. U 340 unter Hans-Joachim Klaus wurde von 3 britischen Kriegsschiffen schwer beschädigt und musste ebenfalls vor der spanischen Küste selbstversenken, wobei ein Mann aus ungeklärten Gründen ertrank. Bereits an Bord eines spanischen Fischerboots und darüber zunächst noch voller Freude, wurde die Besatzung dann doch von der britischen Sloop Fleetwood gefangen genommen. U 642 dagegen operierte nun im Mittelmeer, allerdings ohne feindliche Schiffe versenken oder beschädigen zu können, und lief am 13. November in Toulon ein.
Am 22. Dezember 1943 verließ U 642 den Hafen von Toulon zu seiner fünften Feindfahrt und operierte nun im Mittelmeer im Golf von Neapel, vor Algerien und Tunesien sowie nördlich von Sizilien. Es kam zu keinen Versenkungserfolgen und kehrte am 23. Januar 1944 nach Toulon zurück.
Am 5. Juli 1944 griffen alliierte Bomber den Hafen von Toulon an und beschädigten dabei U 642 schwer, wobei die Besatzung unversehrt blieb. Das nicht mehr startklare U-Boot wurde am 12. Juli 1944 außer Dienst gestellt.

## Zerstörung im Hafen von Toulon
Am 6. August 1944 griffen mehrere Consolidated B-24 Liberator der 15th Air Force der United States Army Air Forces die Docks des Hafens von Toulon an. U 642 wurde dabei zerstört und sank mit dem Dock. Da sich keine Besatzungsmitglieder an Bord befanden, gab es auch keine Toten.
Das Boot wurde ab dem 12. April 1945 mit dem gesunkenen Dock gehoben und 1946 verschrottet.

## Schicksal der Besatzung
Die Besatzung von U 642 übernahm U 3518 mit dessen Indienststellung am 29. Dezember 1944 in Danzig. Dieses Boot wurde am 3. Mai 1945 im Zuge der Aktion Regenbogen in Kiel-Wik auf Befehl von Kommandant Herbert Brünning von der Besatzung selbstversenkt. Die gesamte Besatzung, vormals von U 642, überlebte den Krieg.